# Hymn Bophuthatswany
Lefatshe leno la bo-rrarona (tswana Kraj naszych przodków) – oficjalny hymn bantustanu Bophuthatswana.
Hymn przyjęto po formalnym uzyskaniu przez bantustan niepodległości w 1977. Słowa napisał J.M. Ntsime, muzykę skomponowali E.B. Mathibe i J.J. Loots.

## Tekst hymnu
Lefatshe leno la borrarona
Re le abetswe ke Modimo
Kwa ntle ga tshololo ya madi
A re lebogeng, a re ipepleng
Lefatshe leno la borrarona
Re le abela matshelo a rona
Re tla le fufulelwa
Go fitlha sethitho se fetoga madi
Lefasthe la kgomo le mabele
Boswa jwa rona ka bosakhutleng
Ramasedi a ledibele
Re tshele mo go llona, ka pabalesego
Modimo tshegofatsa fatshe le
Go rene kagiso le kutlwano
Tshegofatsa Setshaba sa rona
Le yona puso ya rona
Go ntsha maungo a a tshedisang